# El Puiggròs
Puiggròs és un mas al terme municipal de Navars (Bages) catalogat en l'Inventari del Patrimoni Arquitectònic de Catalunya. Masia de 950 m² construïda en diferents etapes que han malmès l'estructura originària de masia clàssica amb tres cossos, teulada a doble vessant i amb el carener perpendicular a la façana, orientada a migdia. Les eixides de finals del s. XVIII, oberta en el bell mig de la casa il·luminen les grans sales interiors. Les successives ampliacions donaren lloc a la formació d'un pati central tancat per un mur. La masia del Puiggros té les característiques pròpies d'una gran fortificació de massisses proporcions.
La masia conserva un arxiu familiar sobretot a partir de Joan Puig (1758) gran promotor de noves construccions i ampliacions de la casa, especialment de les Sales i dels diferents menjadors. La casa conserva les portes originals així com les decoracions de guix dels sostres i l'enrajolat. La part més antiga de la casa correspon a la cara nord amb un pou i una cisterna amb la data 1590. A les llindes de les diferents portes, tant interiors com exteriors es llegeix: Joan Puig 1758,1612,1686,1733,1795 i l 1885.